# Lövsjön (Norra Kyrketorps socken, Västergötland)
Lövsjön är en sjö i Skövde kommun i Västergötland och ingår i Göta älvs huvudavrinningsområde. Sjön ligger öster om Skultorp vid riksväg 26 och Lövsjötorp skyttecentrum och ingår i ett friluftsområde med motionsspår.